# Meghan Ory
Meghan Ory, född 20 augusti 1982 i Victoria i British Columbia, är en kanadensisk film- och TV-skådespelare. Hon är mest känd för sin roll som Ruby / Red Riding Hood i TV-serien Once Upon a Time.